# Laubiericrinus
Laubiericrinus is een geslacht van zeelelies uit de familie Hyocrinidae.

## Soort
- Laubiericrinus pentagonalis Roux, 2004